# Ford Focus III
La Ford Focus III (oppure Focus MkIII o Mk3) è un'autovettura di segmento C prodotta dalla filiale europea della casa automobilistica statunitense Ford dal 2011 al 2018.
Si tratta della terza generazione dell'omonima berlina compatta Ford.

## Descrizione e storia

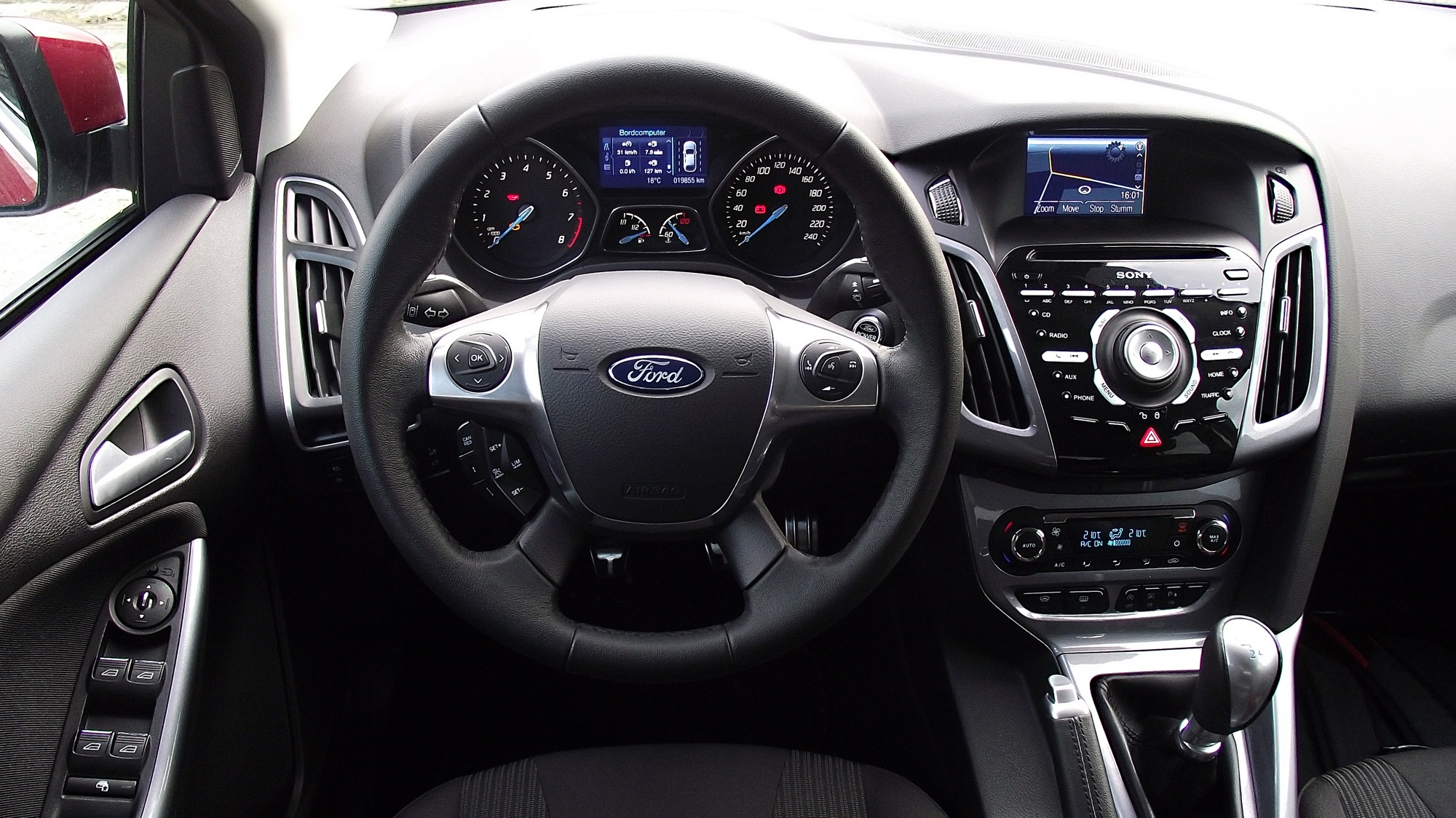
Interni di una Ford Focus Mk3 Titanium del 2013

Nel mese di marzo 2011, è entrata in commercio la Ford Focus 3ª serie nelle versioni berlina 5 porte e familiare. 
Presentata al Salone dell'automobile di Detroit nel gennaio 2010, il modello di terza generazione della Focus (nome in codice di sviluppo DYB), si basa sul telaio del seconda generazione della Ford C-MAX, sviluppato dalla casa americana a partire dalla fine del 2010. Esteticamente evolve le linee del Kinetic Design presentando fari anteriori più taglienti e prolungando sulla fiancata quelli posteriori. Le maggiori innovazioni stilistiche si hanno tuttavia negli interni. A livello tecnico è stata montata una nuova sospensione posteriore multilink e un'innovativa funzione per l'asse anteriore che ottimizza la distribuzione della coppia per ridurre il sottosterzo, oltre che la chiusura automatica della griglia anteriore per ridurre la resistenza aerodinamica e migliorare consumi e prestazioni. I motori sono i benzina 1.6 da 105 o 125 CV, l'Ecoboost Turbo 1.6 da 150 CV e il diesel TDCi 16 cm³ Duratorq da 95 e 115 CV (questi ultimi con cambio manuale a 6 marce).

## Evoluzione
Nel 2012 è stato reso disponibile anche il nuovo 1.0 turbo benzina Ecoboost a tre cilindri, in grado di erogare 125 CV.

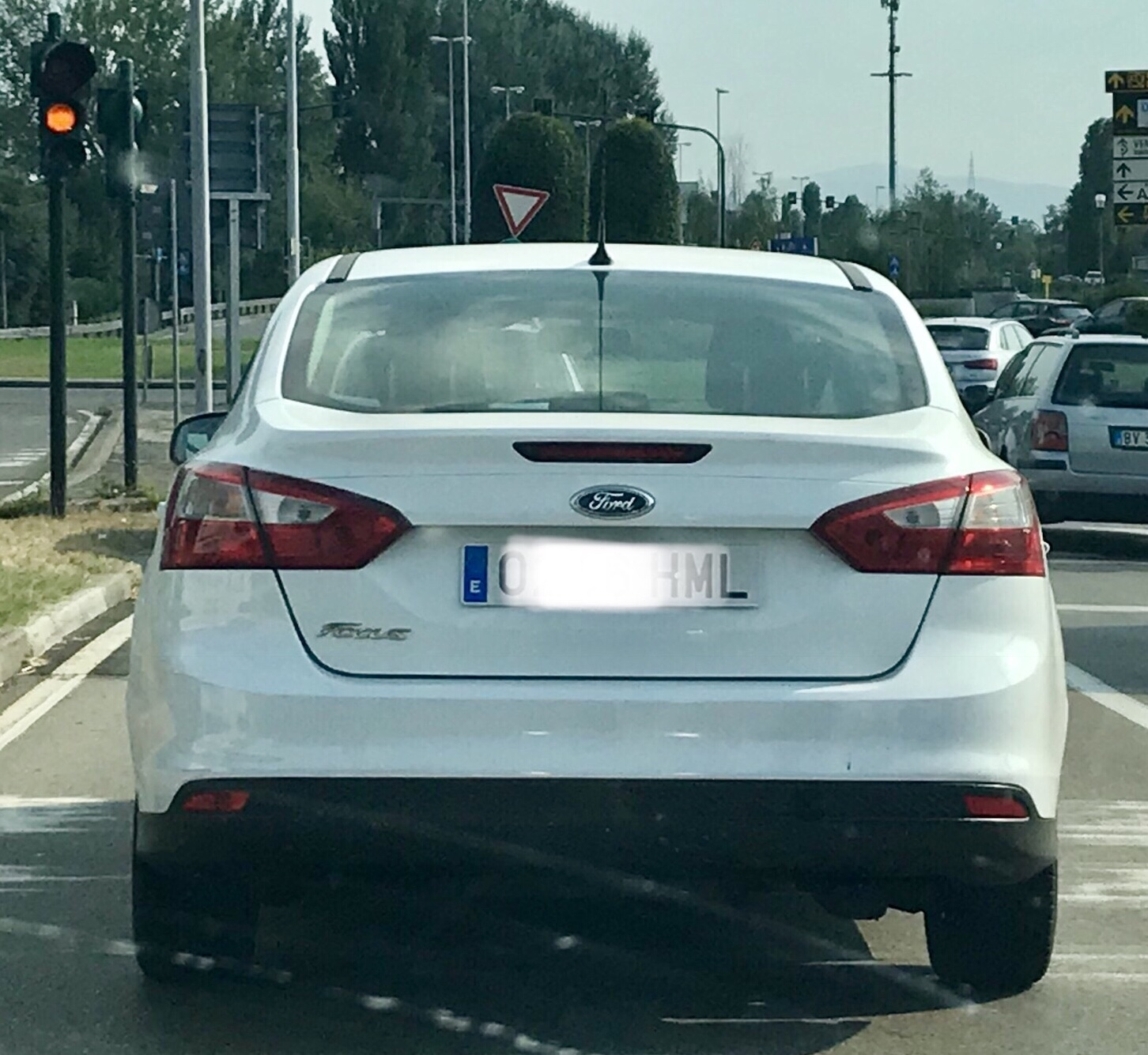
Ford Focus Sedan

Gli allestimenti disponibili sono due: Plus e Titanium, il quale presenta vetri oscurati, cerchi maggiorati e cromature esterne. Tra la dotazione di serie è possibile trovare il controllo elettronico della stabilità, il TVC, il climatizzatore, i retrovisori esterni elettrici, il sistema start e stop e il filtro attivo antiparticolato. Numerosi sono gli optional: cerchi in lega da 17", navigatore satellitare, active park assist, abbaglianti automatici, sistema di mantenimento della corsia, riconoscimento dei segnali stradali e controllo del livello di attenzione del conducente.
Dal listino, come annunciato dalla Ford, scompaiono le varianti 3 porte e cabrio-coupé presenti nella vecchia serie, producendo solo la versione 5 porte, la 4 porte Sedan e la station wagon.
La Focus terza serie è tornata a essere una vettura globale. Ha rimpiazzato non solo la Focus europea, asiatica, sudafricana e australiana, ma pure quella nordamericana, la cui vita si era separata da quella europea dopo il 2004. Anche in alcuni Paesi latinoamericani viene venduta, spesso accanto alla seconda serie, prodotta fino al 2013.

### Restyling 2014

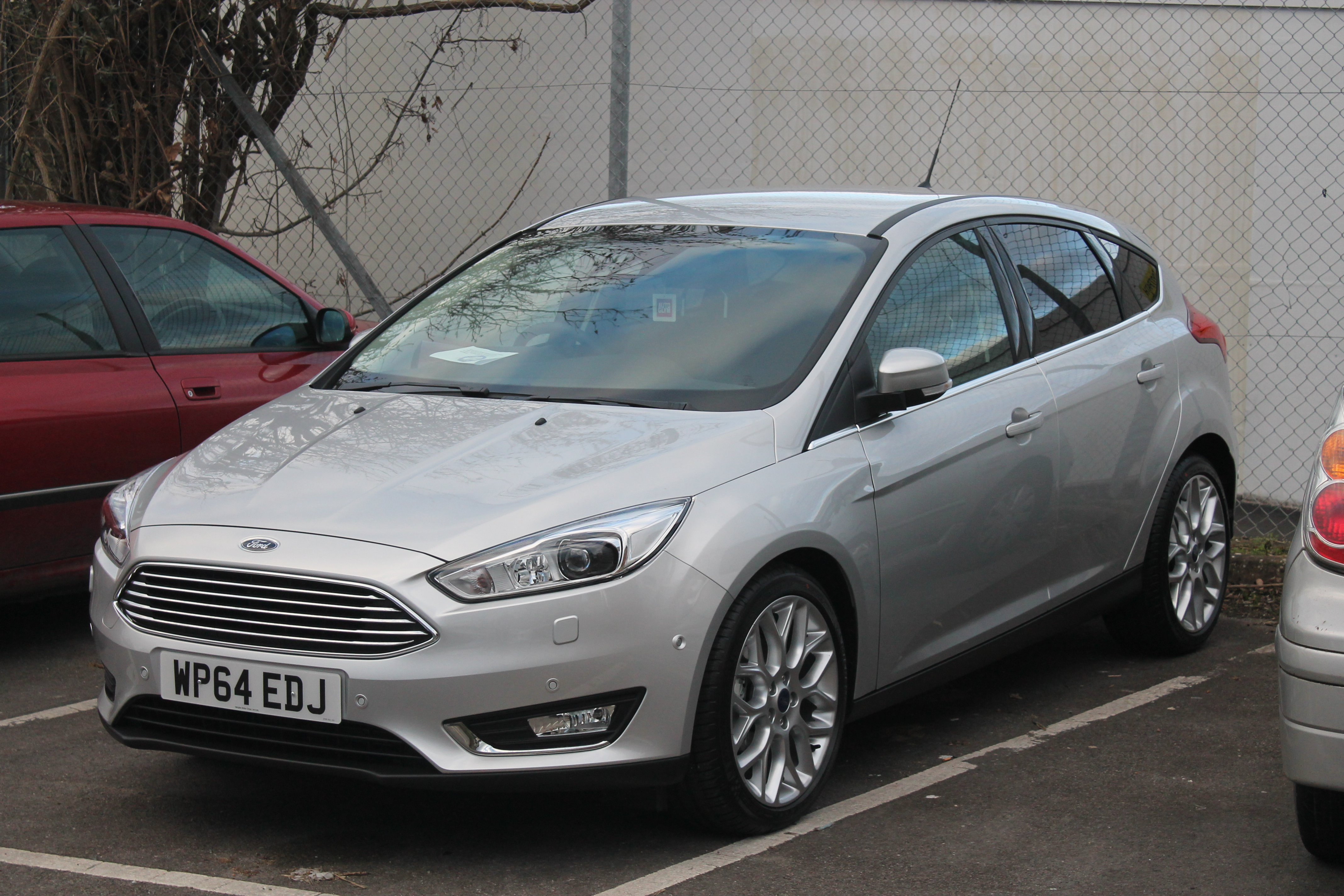
Ford Focus restyling 2014

A novembre 2014 è stato effettuato il restyling di metà carriera sia per la versione berlina sia per la station wagon, che era stato anticipato nel marzo 2014 al Salone di Ginevra. Le modifiche alla carrozzeria nella parte anteriore riprendendo l'estetica delle coeve Fiesta e Mondeo e si ispirano al prototipo Ford Evos del 2011, con un frontale ridisegnato con una mascherina esagonale a listelli orizzontali (cromati sulla Titanium e Titanium X e nera sulle altre versioni) con i fari più stretti, sottili e allungati, con fendinebbia squadrati e posti più in basso e un cofano motore più sagomato per dare alla parte anteriore un aspetto più sportiva rispetto al modello precedente e nuovi gruppi ottici posteriori a LED. La nuova versione è anche denominata MY2015 o MK3.5. Gli allestimenti disponibili sono tre: Plus, Titanium e Titanium X. Miglioramenti meccanici al restyling della Ford Focus sono stati una generale revisione del telaio su tutte le versioni, per rendere la vettura più stabile sulla strada e lo sterzo è stato reso più diretto rispetto al modello pre-restyling, offrendo allo stesso tempo una migliore feedback per una maggiore precisione di guida e leggerezza in manovra.
L'abitacolo è stato rivisto con un generale miglioramento delle qualità delle plastiche degli interni, con un nuovo volante a tre razze, nuovo cruscotto più pulito e leggibile, la modifica del tunnel centrale ora con meno pulsanti disposti e con l'aggiunta del display touchscreen da 8" per l'infotainment denominato SYNC 2 che permette di controllare la navigazione, la radio, le funzioni dell'aria condizionata regolabile sia attraverso il touch screen nella consolle centrale o tramite comando vocale.

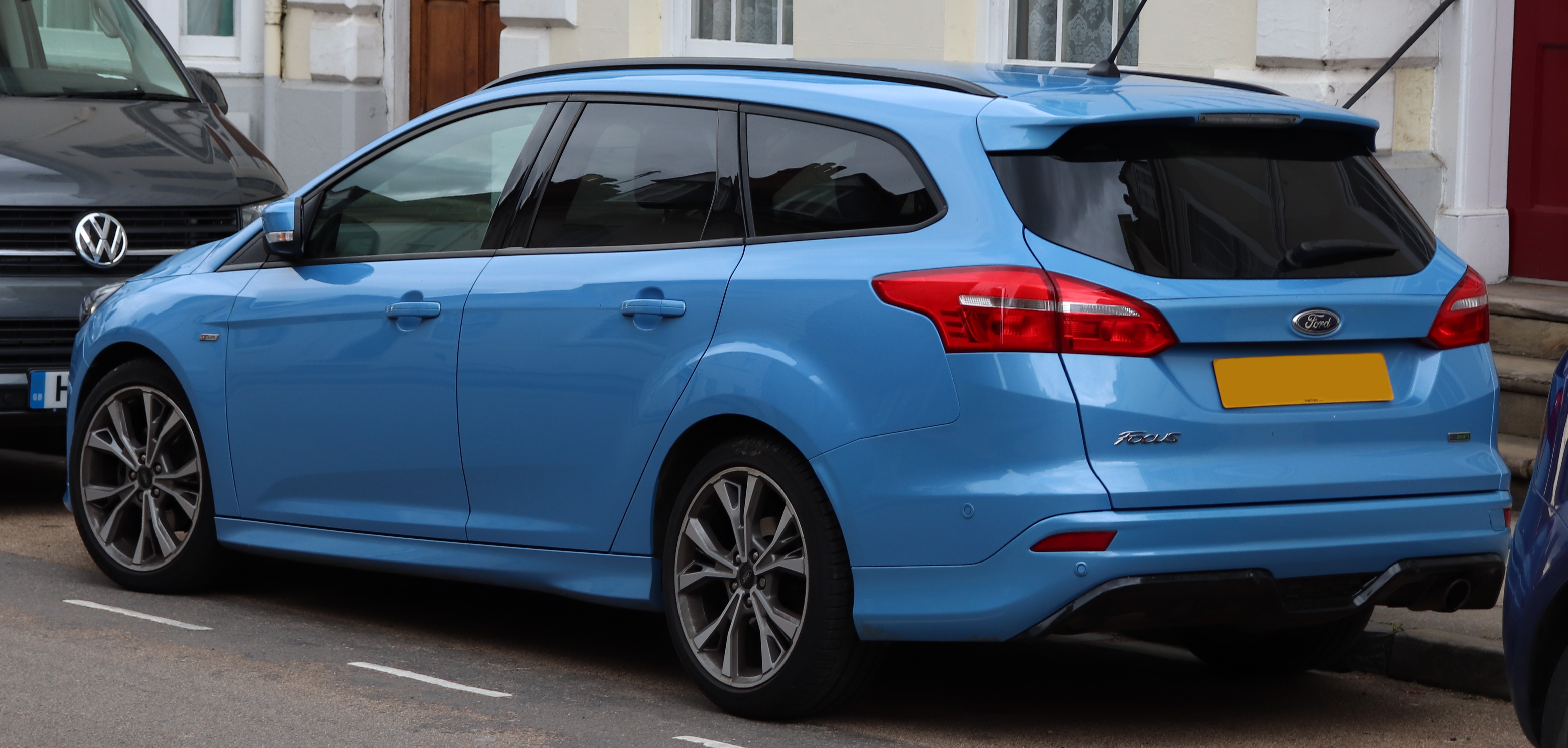
Retro Focus ST-Line SW restyling

Un'altra novità sono i numerosi sistemi di assistenza e di sicurezza alla guida. È presente il parcheggio automatico e l'Active City Stop che rileva le collisioni imminenti fino a 50 km/h (in precedenza erano fino a 30 chilometri all'ora).
Per quanto riguarda i motori Diesel, il 1.6 TDCi di origine Peugeot lascia il posto al nuovo 1.5 TDCi costruito interamente dalla Ford con potenze di 95 e 120 CV e il 2.0 TDCi passa da 163 CV a 150 CV per far posto alla versione diesel ST. Per quanto riguarda i motori a benzina, il 1.6 EcoBoost da 150 CV lascia il posto al nuovo 1.5 EcoBoost da 150 e 180 CV, sempre nell'ottica del downsizing.

### Focus ST

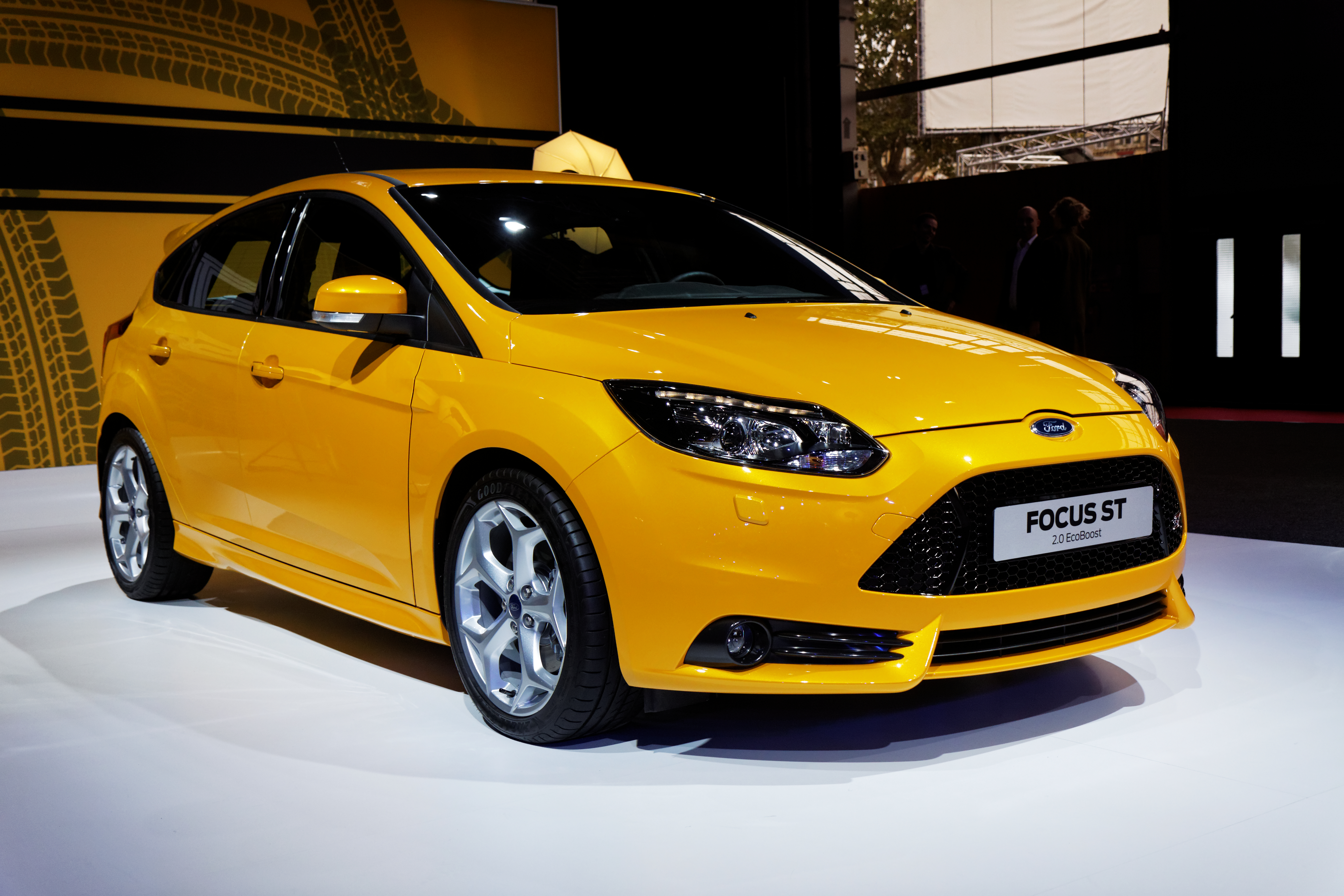
La Ford Focus ST del 2012

Nell'estate 2012, Ford ha lanciato la versione turbo ST, che ora è alimentata non più con il 2.5 Duratec turbo a 5 cilindri da 225 CV della Focus ST del 2005, ma con un nuovo motore 2.0 EcoBoost 4 cilindri benzina da 250 CV, dotato di un cambio manuale a 6 marce, capace di erogare 188 kW e di produrre 360 Nm. La ST si distingue dalla versione originale per la presenza di un frontale leggermente modificato, dotato di nuove minigonne laterali aerodinamiche, una griglia ovale più grande e leggermente rialzata e il logo Ford è leggermente più piccolo. Ridisegnato anche il posteriore, dotato di nuovi paraurti rinforzati, il tubo di scappamento spostato al centro e un alettone posteriore incorporato. Disponibile solitamente nella versione 2 volumi, in Europa è offerta anche la versione wagon, negli Stati Uniti, dove la ST è disponibile in tre diversi allestimenti, invece è presente anche la versione 3 volumi.

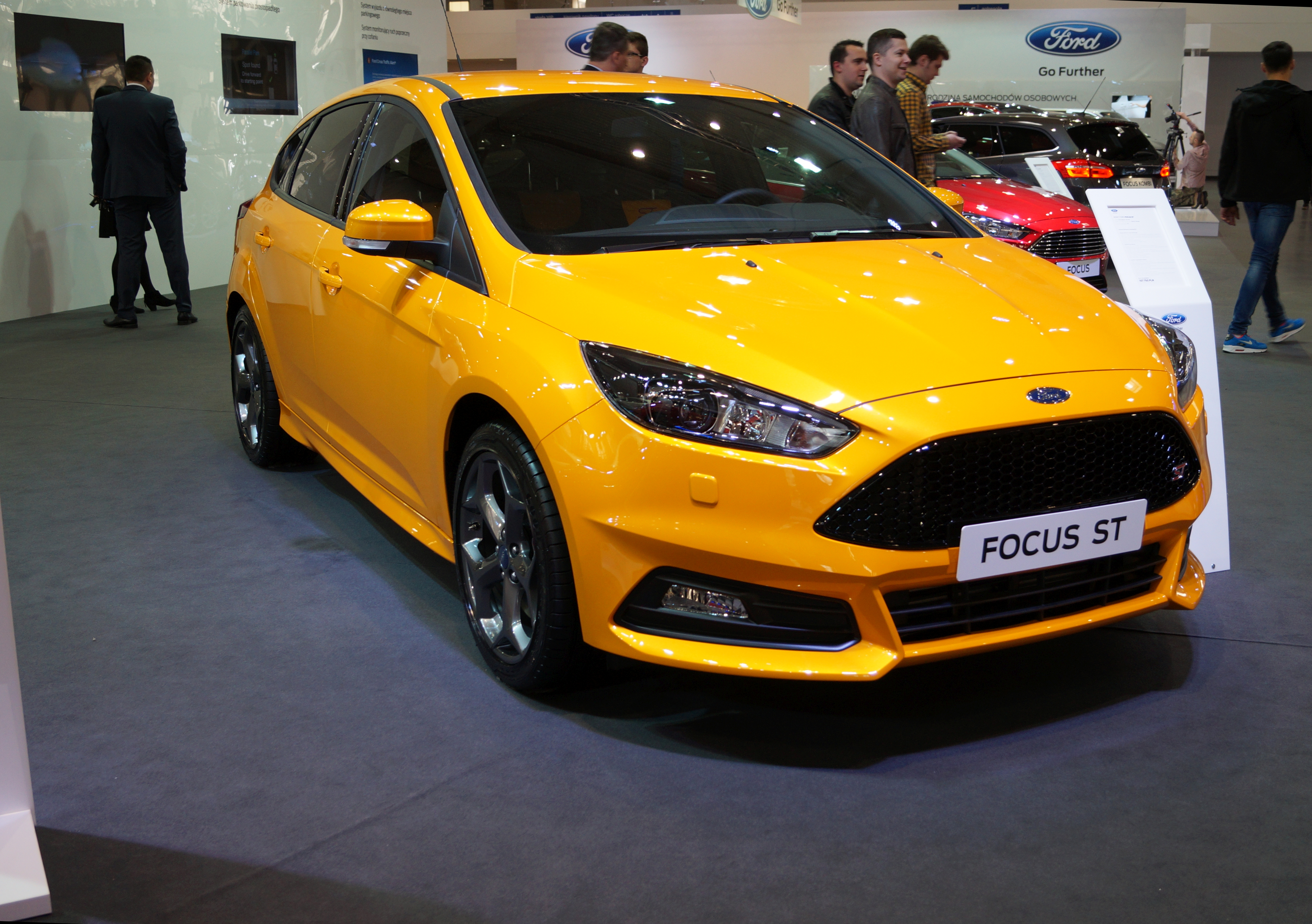
La Ford Focus ST del 2015

Nel 2015 sono state presentate le versioni rinnovate nell'estetica e negli interni della ST, che ora è disponibile con due motori differenti, dove un 2.0 TDCi da 185 CV e 400 Nm di coppia diesel affianca il già presente 2.0 EcoBoost da 250 CV a benzina, tutte con di serie un cambio manuale a 6 marce. Inoltre è disponibile anche in versione station wagon. Per la prima volta nella gamma Ford un motore diesel debutto nella gamma sportiva denominata ST, seguendo le orme di quanto fatto dalla Volkswagen con la Golf GTD e dalla Seat con la Leon FR, proponendo una variante sportiva con motorizzazione diesel. Per l'aspetto esteriore, il design della nuova Focus ST incorpora la caratteristica griglia esagonale in stile Aston Martin di tutti i modelli Ford, ma qui è stata allargata e presenta una trama a nido d'ape color nero lucido.

### Focus RS

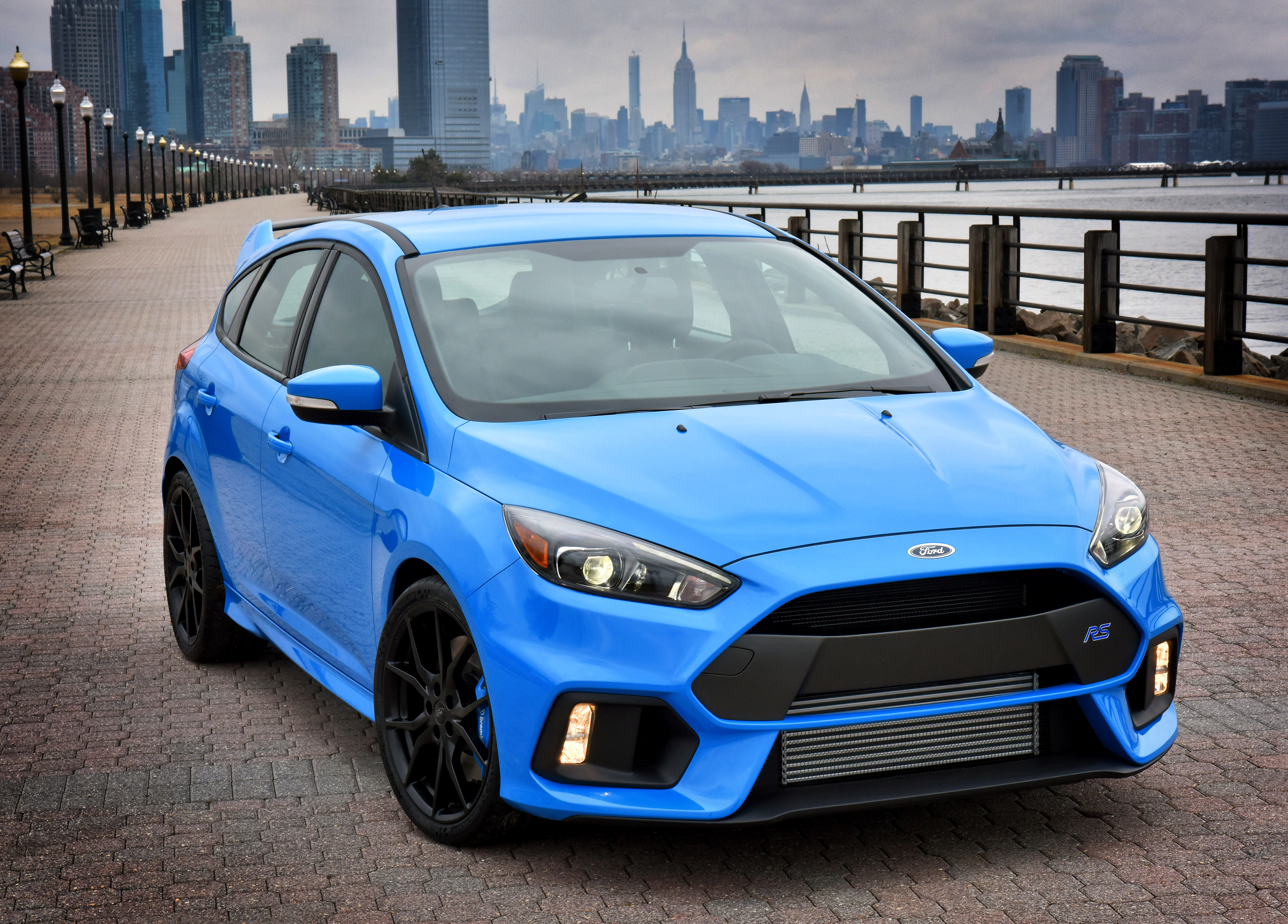
Ford Focus RS Mk III

Con il restyling debutta al Salone di Ginevra del 2015 anche la versione sportiva RS che mancava dal listino dal 2011. Quest'ultima abbandona il 5 cilindri di origine Volvo a favore di un 2.3 EcoBoost 4 cilindri, lo stesso montato anche sulla Mustang, che grazie a un nuovo turbocompressore Twin-Scroll e a un più grande intercooler eroga una potenza maggiore rispetto alla Mustang, con 350 CV e 440 Nm di coppia sfruttabili dai 2200 giri/min ai 4500 giri/min, che diventano 470 Nm attraverso un overboost che dura solo per 15 secondi. Grazie al peso di 1534 kg riesce a scattare da 0 a 100 km/h in 4.7 secondi e a raggiungere la punta massima di 266 km/h. 

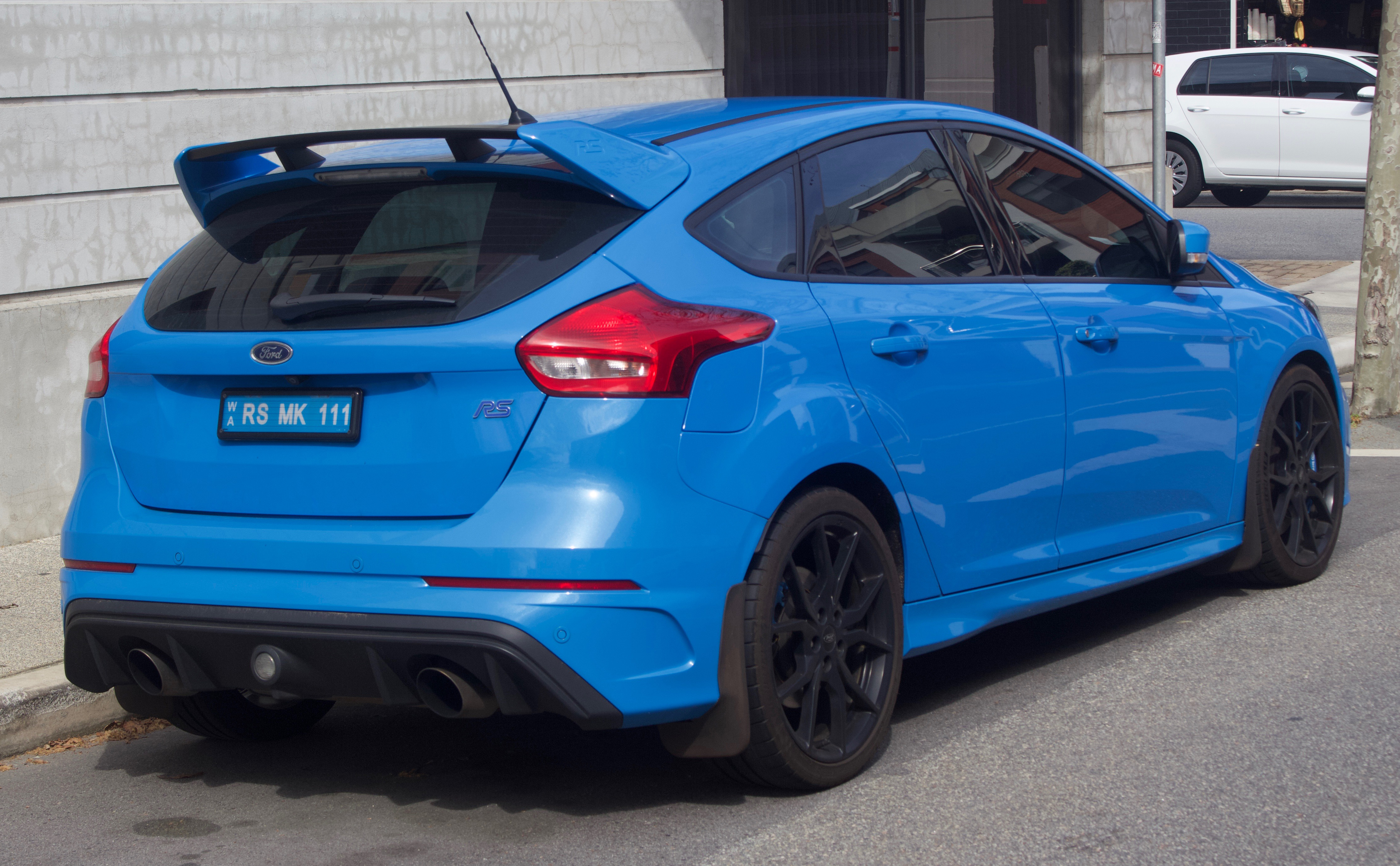
Posteriore di una Focus RS MkIII

Rispetto alle antenate, è la prima Focus RS ad aver la trazione integrale che è gestita da un sistema chiamato dalla Ford Dynamic Torque Vectoring ed è esclusivamente disponibile a cinque porte. Rispetto alle altre versioni di serie le sospensioni e freni sono stati potenziati e la nuova Focus RS è dotata di un selettore delle modalità di guida, tra cui è presente una modalità chiamata Drift che permette di sovrasterzare in modo controllato; non manca inoltre il Launch Control.
La RS esteticamente ha un pacchetto aerodinamico specifico per questo modello che aiuta a differenziarlo dagli altri modelli della Focus, presentando un nuovo design del frontale ridisegnato, incorporando nuovi fari bruniti, griglia frontale maggiorata di colore nero opaco dal taglio esagonale più ampio, fendinebbia a LED dalla forma verticale e al posteriore un alettone sopra il lunotto con un estrattore d'aria che integra due terminali di scarico.
La produzione è perdurata per soli 2 anni circa.

### Focus RS RX

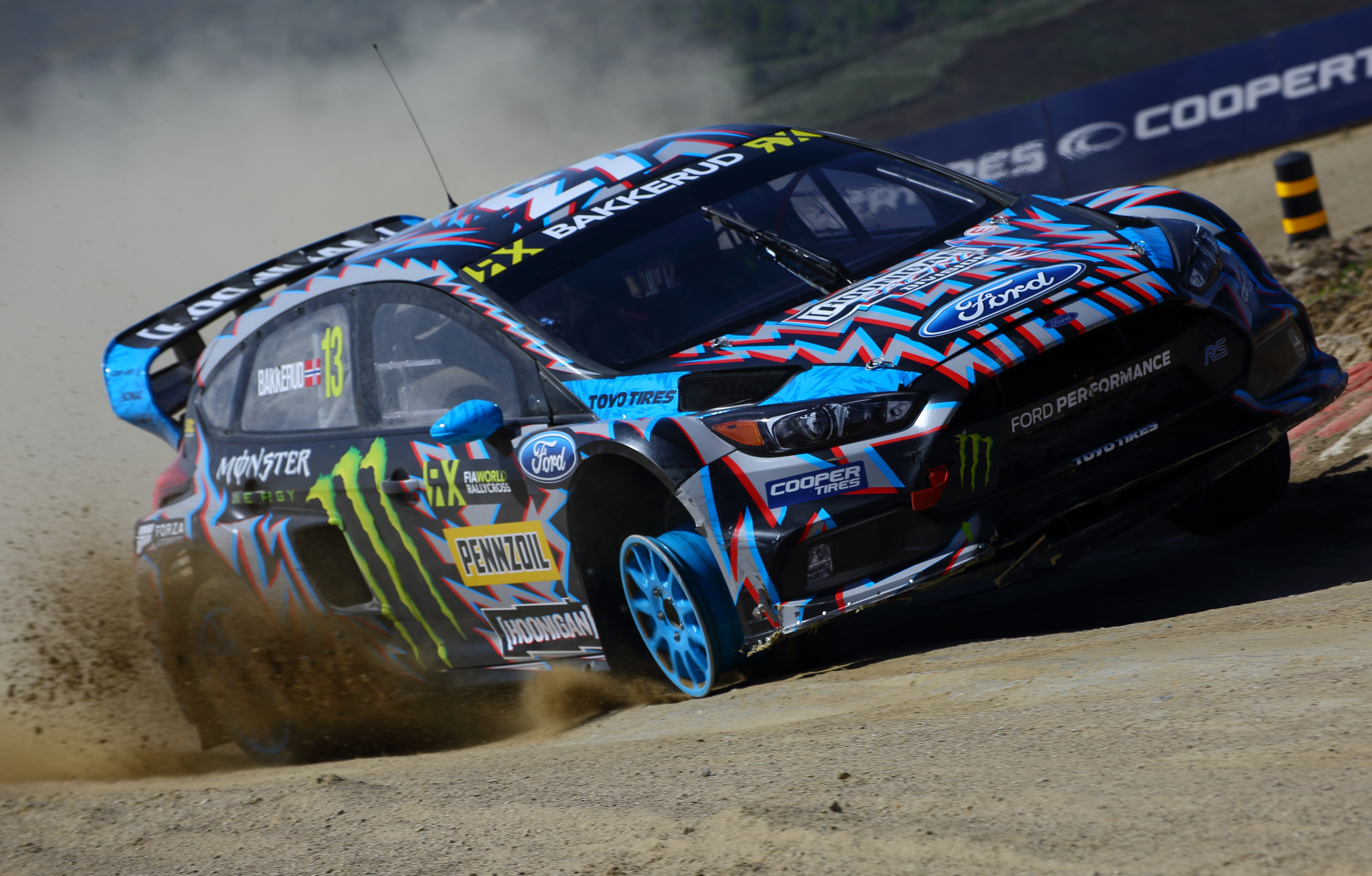
Focus RS RX

Agli inizi del 2016, la Ford Performance (sezione dedicata ai veicoli ad alte prestazioni della casa americana) ha comunicato che avrebbe partecipato al campionato Rallycross 2017 con una vettura derivante dalla Focus RS, la Ford Focus RS RX. Quest'auto è stata creata insieme ai Team M-Sport e Hoonigan Racing Division (scuderia che la porta in gara) ed è stata sviluppata in nove mesi, con alla guida i piloti Ken Block e Andreas Bakkerud.

## Motorizzazioni
| Modello                             | Motore                           | Cilindrata cm³ | Potenza kW (CV)/rpm | Coppia max Nm/rpm                | Consumo km/l | 0–100 km/h (secondi) | Velocità max (km/h) |
| 1.0L EcoBoost 100 CV                | 3 cilindri in linea, Benzina     | 999            | 74 (100)/6000       | 170 /1450-4500                   | 23,0         | 12,5                 | 187                 |
| 1.0L EcoBoost 125 CV                | 3 cilindri in linea, Benzina     | 999            | 92 (125)/6000       | 170 (200 in Overboost)/1450-4500 | 20,0         | 11,3                 | 193                 |
| 1.6 Duratec Ti-VCT 105 CV           | 4 cilindri in linea, Benzina     | 1596           | 77 (105)/6000       | 150/4000                         | 17,3         | 12,3                 | 187                 |
| 1.6 Duratec Ti-VCT 120 CV           | 4 cilindri in linea, Benzina/GPL | 1596           | 88 (120)/6000       | 159/4000                         | 12,08        | 10,9                 | 187                 |
| 1.5 EcoBoost 150 CV                 | 4 cilindri in linea, Benzina     | 1498           | 110 (150)/6000      | 240/1600                         | 18,2         | 8,9                  | 210                 |
| 1.6 EcoBoost 150 CV                 | 4 cilindri in linea, Benzina     | 1596           | 110 (150)/5700      | 240/1600                         | 16,7         | 8,6                  | 210                 |
| 1.6 EcoBoost 182 CV                 | 4 cilindri in linea, Benzina     | 1596           | 134 (182)/5700      | 280/1600                         | 16,7         | 7,9                  | 222                 |
| 2.0L EcoBoost ST 250 CV             | 4 cilindri in linea, Benzina     | 1999           | 184 (250)/5700      | 360/1750                         | 14,8         | 6,5                  | 248                 |
| 2.3L EcoBoost RS 351 CV             | 4 cilindri in linea, Benzina     | 2256           | 259 (351)/6800      | 440/2000-4500                    | 13,0         | 4,7                  | 266                 |
| 1.6 Duratorq TDCi 115 CV            | 4 cilindri in linea, Diesel      | 1560           | 85 (115)/3600       | 270/1750                         | 23,8         | 10,9                 | 196                 |
| 2.0 Duratorq TDCi PowerShift 115 CV | 4 cilindri in linea, Diesel      | 1997           | 85 (115)/3600       | 300/1750                         | 22,8         | 10,9                 | 196                 |
| 2.0 Duratorq TDCi 163 CV            | 4 cilindri in linea, Diesel      | 1997           | 120 (163)/4000      | 340/1750                         | 21,4         | 8,4                  | 218                 |
| 2.0 Duratorq TDCi PowerShift 163 CV | 4 cilindri in linea, Diesel      | 1997           | 120 (163)/4000      | 340/1750                         | 20,9         | 8,9                  | 215                 |
| 2.0 TDCi ST 185 CV                  | 4 cilindri in linea, Diesel      | 1997           | 120 (185)/3500      | 400/2000                         | 23,8         | 8,1                  | 217                 |